# 京极翁
京极翁（日语：／ Kyōgoku Okina，2001年10月20日—），日本女子花样游泳运动员，2018年世界花样游泳系列赛东京站集体技术自选、集体自由自选和自由组合金牌得主、2018年亚洲运动会集体银牌得主。